# Битва при Ахелое
Битва при Ахелое (болг. Битка при Ахелой) — сражение 20 августа 917 года между войсками Византийской империи и Первого Болгарского царства на поле между рекой Ахелой и городом Анхиало (современный Поморие). Сражение является одной из крупнейших битв европейского Средневековья. В нём приняли участие более 50 000 человек. Царь Симеон І одержал решительную победу и превратил Болгарию в гегемона в Юго-Восточной Европе.

## Предыстория
После возвращения к власти императрицы Зои Карбонопсины в конце 913 года антиболгарские настроения в Константинополе усилились. Правящие круги считали, что Болгарское государство и его правитель царь Симеон І угрожают устоям Византийской империи. Императрица Зоя и её окружение приняли решение о том, что Болгария должна быть уничтожена. 

## Подготовка
В июне 917 года Византия заключила мир с Арабским халифатом, что позволило мобилизовать ей все свои силы на войну против болгар. Византийская дипломатия попыталась создать широкую анти-болгарскую коалицию, ведя переговоры с сербами, мадьярами и печенегами. Царю Симеону удалось предотвратить этот союз. Сербов он подчинил, а печенегов и мадьяр привлёк на свою сторону.
Основные византийские источники не дают сведений о численности и составе болгарской армии. Согласно Аль-Масуди, союзная армия Симеона насчитывала 60 000 всадников, однако это число оспаривается в историографии. Благодаря заключенному с арабами миру, византийцам удалось задействовать армию из Малой Азии. Для поощрения армии и  поднятия ее боевого духа заранее выдается жалованье, а дворцовый протоиерей Константин Кефала  вместе с Константином Валелиасом выносят деревянный крест, а воины дали клятву, что «они умрут друг за друга». По словам того же аль-Масуди, численность византийской армии составляла 25 000 человек, однако и это сведение подвергается сомнению. 
Византийскую армию возглавил магистр Лев Фока Старший, а флот — друнгарий (адмирал) Роман Лакапин. Болгарскую армию возглавлял лично царь Симеон І.

## Сражение
Две армии встретились на поле между рекой Ахелой и городом Анхиало (совр. Поморие). В начале битвы болгары совершили ложное отступление. Когда византийцы увлеклись преследованием и утратили порядок, Симеон I бросил в атаку тяжёлую конницу. Вслед за этим всё болгарское войско перешло в контрнаступление. Оттеснённые к морю и атакованные с трёх сторон ромеи обратились в бегство.
Главнокомандующий Лев Фока едва сумел бежать в Месемврию. Большинство византийских полководцев погибли. Преследуемое болгарской армией, византийское войско было полностью уничтожено. Продолжатель Феофана так описывал разгром греков: 

 Двадцатого августа пятого индикта у реки Ахелой разразилась битва между ромеями и болгарами. По неисповедимому и непостижимому суду Божию дрогнули ромеи всем войском, и начались бегство всеобщее и крик ужасающий; одних давили свои, других убивали враги, и случилось такое кровопролитие, какого не бывало от века. Лев же спасся бегством в Месемврию. В числе прочих были убиты в схватке и Константин Липе, и Иоанн Грапс, и много других архонтов..